# 荣耀 Magic3
荣耀Magic3是前华为子公司荣耀于2021年8月12日发布的旗舰手机系列，包括荣耀Magic3、荣耀Magic3 Pro和荣耀Magic3至臻版。

## 硬件

### 屏幕
荣耀Magic3系列均采用6.76英寸89° 超曲OLED屏，屏幕供应商为京东方，最高支持2772×1344分辨率，拥有 94.86% 屏占比与 10bit 色深，支持 120Hz 刷新率与 1920Hz 高频 PWM 调光，并支持DCI-P3广色域。

### 芯片及存储
荣耀Magic3采用高通骁龙888处理器；荣耀Magic3 Pro及荣耀Magic3至臻版采用高通骁龙888+处理器。高通骁龙888+为高通骁龙888的提频优化版本，其X1大核主频由2.84GHz提升至3.0GHz，内置Adreno 660图像处理器，主频最高可达840MHz。
内存及存储方面，荣耀Magic3系列有8GB或12GB两种容量的LPDDR5内存；有128GB、256GB和512GB三种容量的UFS3.1存储。

### 其他功能
充电与续航方面，全系列均支持最高66W功率的有线充电，荣耀Magic3 Pro及荣耀Magic3至臻版支持最高50W无线充电。全系列均配备4600mAh锂离子聚合物电池。
近距离通信方面，全系列支持蓝牙5.2、多功能NFC和红外遥控功能，可使用遥控类APP遥控支持的电器设备。

## 软件
荣耀Magic3系列搭载基于全新Android 11的Magic UI 5.0操作系统，支持生态互动AOD、注视不熄屏、自动模糊位置等功能，可通过后续更新升级至后续版本。